# Saint-Sornin, Charente
Saint-Sornin là một xã ở tỉnh Charente phía tây nước Pháp. Xã này có diện tích 11,27 kilômét vuông, dân số năm 1999 là 715 người. Khu vực này có độ cao 185 mét trên mực nước biển.